# Helen Bannerman
Helen Bannerman, född 1863, död 1946, var en brittisk barnboksförfattare.
Helen Bannerman bodde länge som gift i Indien. Hon skrev och illustrerade ett tiotal bilderböcker, av vilka Historien om lille Svarte Sambo (1899) är den mest kända. Boken skrevs ursprungligen som en brevberättelse till Bannermans döttrar som då gick på internatskola i Skottland. Boken blev mycket populär och betraktades på sin tid som nyskapande på barnboksområdet. Senare har den kommit att bli kontroversiell på grund av sin stereotypa skildring av svarta.